# Озёрное (Еврейская автономная область)
Озёрное — село в Октябрьском районе Еврейской автономной области. Входит в состав Амурзетского сельского поселения. Основано в 1950 году.

## География
Село находится на берегу озера Топкое, на расстоянии 6 км (по прямой) к северо-востоку от села Амурзет, административного центра района.
На север от Озёрного идёт дорога к сёлам Самара и Полевое.

## Население
| 1992 | 2002 | 2010 |
| ---- | ---- | ---- |
| 499  | ↘294 | ↘211 |

## Улицы
- ул. Амурская,
- ул. Зелёная,
- ул. Школьная,
- ул. Юбилейная.

## Экономика
Сельскохозяйственные предприятия Октябрьского района.